# Euhyponomeuta stannella
Euhyponomeuta stannella är en fjärilsart som beskrevs av Carl Peter Thunberg 1794. Euhyponomeuta stannella ingår i släktet Euhyponomeuta och familjen spinnmalar. Inga underarter finns listade i Catalogue of Life.